# Siler flavocinctus
Siler flavocinctus är en spindelart som först beskrevs av Simon 1901.  Siler flavocinctus ingår i släktet Siler och familjen hoppspindlar. Inga underarter finns listade i Catalogue of Life.